# کریستینا گارمندیا
کریستینا گارمندیا وای مندیزابال (زادهٔ ۱۹۶۲ در سان سباستین) زیست‌شناس و تاجر برجسته اسپانیایی است. او، بی‌آنکه پیشینه‌ای در سیاست داشته باشد، در آوریل ۲۰۰۸ به‌دست رئیس دولت اسپانیا، خوزه لوئیز رودریگز ساپاترو، به‌عنوان وزیر علوم و نوآوری منصوب گردید.
کریستینا گارمندیا دارای دکترای زیست‌شناسی از دانشگاه مستقل مادریداست. پیش از انتخاب به‌عنوان وزیر، او رئیس بنیاد اینبیومد و انجمن اسپانیایی شرکت‌های زیست‌فناوری بود. در سال ۲۰۰۰، او شرکت زیست‌فناوری ژنتریکس را تأسیس کرد، و در سال ۲۰۰۸ شرکت یسیوس را که یک شرکت سرمایه‌گذاری خطرپذیر تخصصی در حوزه سلامت و زیست‌فناوری است، بنیان نهاد. او همچنین عضوی از هیئت‌مدیره کنفدراسیون اسپانیایی سازمان‌های کارفرمایی (CEOE) بود. پس از اتمام دوره وزارتی‌اش، گارمندیا مجدداً به فعالیت مدیریتی بازگشت و به‌عنوان عضو یسیوس فعالیت خود را ادامه داد.
او سهام‌دار شرک تژنتریکس است و عضوی از هیئت‌های علمی یا مشاوره‌ای بسیاری از سازمان‌ها، از جمله بنیاد زنان برای آفریقا و هیئت مشاور بین‌المللی برنامه تحول تولیدی دولت کلمبیا می‌باشد. او همچنین به‌عنوان عضوی فعال در هیئت‌مدیره چندین شرکت اسپانیایی، سازمان‌های شاخه‌ای و یک مدرسه عالی تجارت فعالیت می‌کند.

## اوایل زندگی و تحصیلات
گارمندیا در سال ۱۹۶۲ در سان سباستین (سرزمین باسک) چشم به جهان گشود. در ۱۸ سالگی، در رشته زیست‌شناسی در دانشگاه سبیا تحصیل کرد و در زمینه ژنتیک فارغ‌التحصیل شد. پس از آن، به مادرید نقل مکان کرد، جایی که از دهه ۱۹۸۰ تاکنون در آن زندگی کرده است. در مادرید، او تحصیل در مقطع دکترا در CSIC در مرکز زیست‌شناسی مولکولی سورئو اوچوا را با تجربیاتش به‌عنوان استادیار در بخش ژنتیک و زیست‌شناسی مولکولی دانشگاه خودمختار مادرید تلفیق کرد. او زیر نظر پروفسور مارگاریتا سالاس، دکترای خود را از مرکز زیست‌شناسی مولکولی سورئو اوچوا در دانشگاه خودمختار مادرید دریافت نمود. گارمندیا همچنین تحصیلات خود را با برنامه کارشناسی ارشد مدیریت کسب‌وکار/بازرگانی در دانشگاه نابارا، تکمیل کرد.
در نتیجه تکمیل دوره مدیریت اجرایی MBA، کریستینا گارمندیا توانست تجربه خود در زیست‌شناسی را با فعالیت‌های مدیریتی پیوند دهد. در سال ۱۹۹۲، به‌عنوان معاون رئیس و مدیر مالی (CFO)، مسئولیت‌های گوناگونی در ارتباط با توسعه تجاری گروه آماسوا که در صنعت ماهیگیری فعالیت داشت، بر عهده گرفت. او این سمت را تا سال ۲۰۰۱ حفظ کرد.

## حرفه تجاری، ۱۹۹۲–۲۰۰۸
فعالیت گارمندیا در این زمینه پیشگامانه بود و به ایجاد پایه‌های صنعت زیست‌فناوری در اسپانیا کمک کرد و تحقیقات را به بخش خصوصی منتقل نمود. او سمت‌هایی چون مدیرعامل و مدیر اجرایی ژنتریکس را بر عهده داشت و هم‌زمان پروژه‌های تجاری دیگری مانند سلریکس (Cellerix)، بیوتراپیکس (Biotherapix)، سنسیا (Sensia)، ایمبیوسیس (Imbiosis)، بیوباید (Biobide)، بیوآلما (BioAlma) و کوروتراپیکس (Coretherapix) را نیز پیش برد. پس از انجام عملیات و ادغام‌های متعدد شرکتی، گروه ژنتریکس اکنون دارای سهام‌هایی در شرکت‌هایی مانند اکس‌پل (Xpol)، بیوباید (Biobide)، کوروتراپیکس (Corotherapix)، اکسونتراپیکس (Axontherapix)، فنیکس بیوتک (Fenix Biotech) و تیجنیکس (Tigenix) است. از سال ۲۰۱۲، اکس‌پل پس از توافق با شرکت اسایگنیس (SYGNIS) آلمان، در این کشور وارد بورس شد.
در سال ۱۹۹۷، کریستینا گارمندیا بنیاد تحقیقاتی اینبیومد (Inbiomed) را احیا کرد؛ بنیادی که اولین بانک سلول‌های بنیادی بالغ در اسپانیا را ایجاد کرد. همچنین، در سال ۲۰۰۸، شرکت سرمایه‌گذاری خطرپذیر یسیوس کپیتال پارتنرز (YSIOS Capital Partners) را تأسیس کرد، جایی که آنها موفق به جمع‌آوری صندوقی به ارزش ۶۹ میلیون یورو شدند که در حوزه‌های زیست‌فناوری و سلامت تخصص داشت.
در مارس ۲۰۰۵، دکتر گارمندیا به‌عنوان رئیس انجمن زیست‌صنعتی اسپانیا (Asebio)، انجمنی متشکل از شرکت‌های حوزه زیستی، انتخاب شد. در ادامه، در سال ۲۰۰۶، به عضویت هیئت‌مدیره کنفدراسیون اسپانیایی سازمان‌های کارفرمایی (CEOE) دعوت شد؛ سمتی که تا سال ۲۰۰۸، زمانی که به‌عنوان وزیر علوم و نوآوری اسپانیا منصوب گردید، حفظ کرد.
به‌دلیل روحیه کارآفرینی‌اش در حوزه زیست‌فناوری و زیست‌پزشکی، کریستینا گارمندیا در سال ۲۰۰۶ جایزه «فرمین دلا سیرا» از مدرسه سازمان صنعتی (EOI) را دریافت کرد. همچنین در سال ۲۰۰۸، موفق به دریافت جایزه «تامبور د اورو»، بالاترین نشان افتخار از زادگاهش، شد. این جایزه به افرادی اعطا می‌شود که تصویر سان سباستین را ارتقا دهند. این افتخار برای تقدیر از تلاش‌های خانم گارمندیا در ایجاد مجموعه‌ای از شرکت‌های زیست‌فناوری در پارک فناوری سان سباستین و فعالیت‌هایش در حوزه نوآوری به او تعلق گرفت.